# Мерри дель Валь, Рафаэль
Рафаэль Мерри дель Валь-и-Сулуэта (исп. Rafael Merry del Val y Zulueta; 10 октября 1865, Лондон, Соединённое королевство Великобритании и Ирландии — 26 февраля 1930, Ватикан) — испанский куриальный кардинал и папский дипломат. Апостольский делегат в Канаде и Ньюфаундленде с 10 марта 1897 по 21 октября 1899. Президент Папской Академии Церковной знати с 21 октября 1899 по 12 ноября 1903. Титулярный архиепископ Никеи с 19 апреля 1900 по 9 ноября 1903. Про-государственный секретарь Святого Престола с 4 августа по 12 ноября 1903. Государственный секретарь Святого Престола с 12 ноября 1903 по 10 августа 1914. Префект Апостольского дворца с 12 ноября 1903 по октябрь 1914. Камерленго Священной Коллегии Кардиналов с 27 ноября 1911 по 2 декабря 1912 и с 16 декабря 1920 по 11 декабря 1922. Архипресвитер патриаршей Ватиканской базилики и Префект Священной Конгрегация Преподобного Собора Святого Петра с 12 января 1914 по 26 февраля 1930. Секретарь Верховной Священной Конгрегации Священной Канцелярии с 14 октября 1914 по 26 февраля 1930. Кардинал-священник с 9 ноября 1903, с титулом церкви Санта-Прасседе с 12 ноября 1903.